# 오시마촌 (에히메현)
오시마촌(大島村)은 에히메현 니이군 니이오섬에 위치했던 촌이다. 